# Patty Mills
Patrick Sammie "Patty" Mills, född 11 augusti 1988 i Canberra, är en australisk professionell basketspelare (PG) som spelar för Los Angeles Clippers i National Basketball Association (NBA). Han har tidigare spelat bland annat för Portland Trail Blazers, San Antonio Spurs, Brooklyn Nets, Atlanta Hawks, Miami Heat och Utah Jazz.
Mills var med och vinna NBA-mästerskapet, tillsammans med San Antonio Spurs, för säsongen 2013–2014.
Han deltog också vid de olympiska sommarspelen 2020 i Tokyo, där Mills var med och bärgade bronsmedalj med det australiska basketlandslaget.
År 2022 blev Mills tilldelad Australienorden.
Han draftades av Portland Trail Blazers i andra rundan i 2009 års draft som 55:e spelare totalt.
Innan Mills blev proffs studerade han vid Saint Mary's College of California och spelade för universitetets idrottsförening Saint Mary's Gaels.